# Casa de la Llotgeta (Aldaya)
La Casa de la Llotgeta es un edificio a caballo entre los siglos  XVI-XVII, situado en la intersección de las calles de l’Església y la Major, de la localidad valenciana de Aldaya, adquirido y restaurado por el Ayuntamiento de la población, con el objetivo de convertirlo en la sede del MUPA, Museo del Palmito de Aldaia.
Este proyecto, supuso una inversión de más de millón y medio de euros, pero se consiguió llevar a cabo la finalización del mismo e inaugurarlo 17 de diciembre de 2010.

## Historia y descripción
La Casa de la Llotgeta era inicialmente una casa señorial perteneciente a los Condes de Nules, siendo un típico ejemplo de casa renacentista. El edificio se divide en tres plantas y consta de un patio exterior con unas particularidades específicas. No tiene columnas pero tiene un conjunto de 12 arcos de medio punto construidos con ladrillo.
El edificio original estaba formado por una estructura de muros de carga de tapial, con dos cuerpos principales y otro perpendicular, los cuales conforman entre sí un patio interior, muy típico de las construcciones valencianas, que tras la rehabilitación ha quedado cubierto con una estructura ligera de metal y vidrio.
El estado de semi ruina en el que estaba la construcción cuando fue adquirida por el Ayuntamiento, ha impedido que se pudiera contar con algún tramo de suelo original de la obra.
El nombre de «Llotgeta» viene del término italiano loggia, la cual es un elemento arquitectónico utilizado sobre todo en la arquitectura italiana de los siglos XV y XVI. Es una galería o pórtico sostenido por columnas y arcos abierto íntegramente, al menos uno de sus lados. En el caso de la Casa de la Llotgeta de Aldaia, la logia tiene algunas particularidades específicas, ya que no presenta columnas sino un conjunto de 12 arcos de medio punto de gran belleza construidos con baldosa. Antiguamente los arcos estaban completamente abiertos al aire libre, pero en la actualidad, están protegidos con vidrio tras la restauración realizada por el Ayuntamiento.